# Карабинеры Италии
Карабине́ры (итал. Arma dei Carabinieri , ранее — итал. Corpo dei carabinieri)  — один из четырёх видов Вооружённых сил Италии, наряду с Сухопутными войсками, Военно-морскими и Военно-воздушными силами государства, а также один из четырёх видов Национальных полицейских сил Италии, наряду с Государственной полицией (итал. Polizia di Stato), Финансовой гвардией (La Guardia di Finanza) и Корпусом тюремной полиции (Corpo di polizia penitenziaria).
Карабинеры исполняют полицейские функции на территории Итальянской Республики и функции военной полиции в ходе заграничных операций итальянских вооружённых сил и в составе Европейской жандармерии.

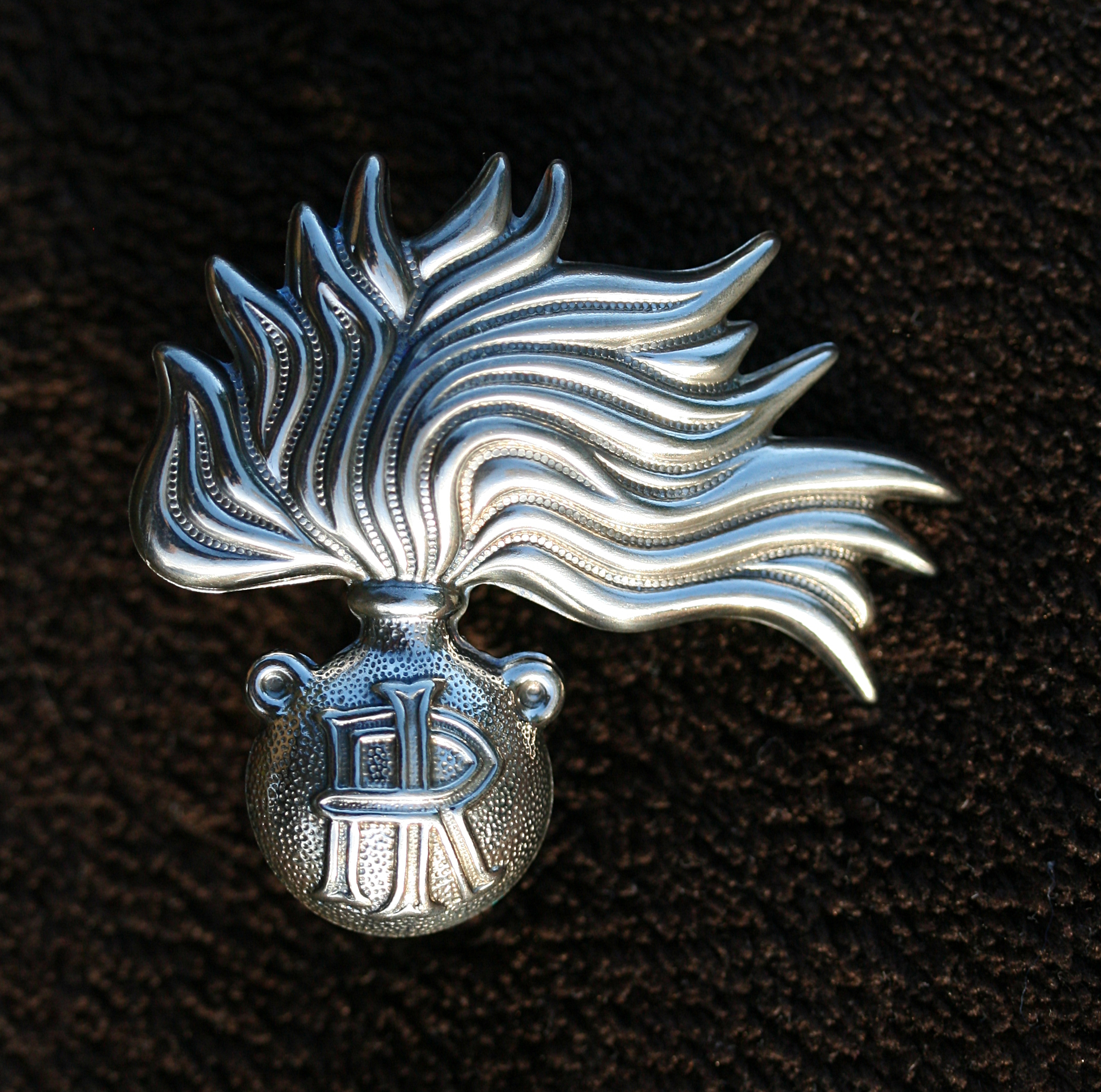
Символ карабинеров

## История

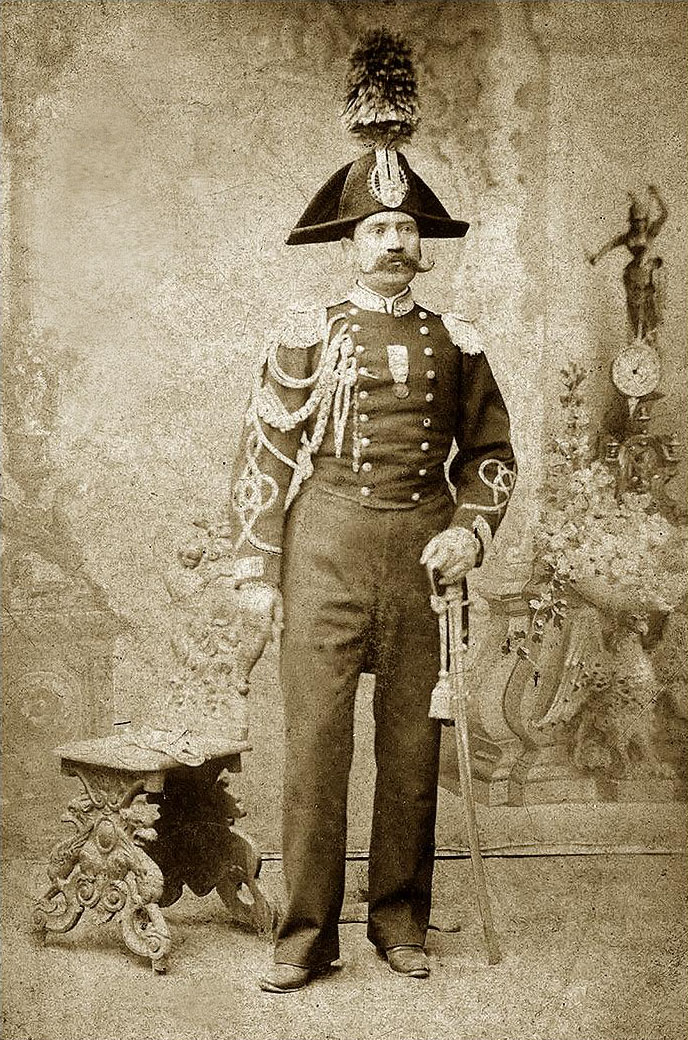
Карабинер, 1875 год.

Корпус карабинеров сформирован 13 июля 1814 года на основании королевского патента сардинского короля Виктора Эммануила I в качестве рода войск с задачей поддержания правопорядка и общественной безопасности в материковой части королевства, то есть преимущественно в Пьемонте. Первым командующим карабинеров стал Джузеппе Алессандро Таон ди Ревель.
16 октября 1822 года был принят первый генеральный устав корпуса, остававшийся в силе следующие 60 лет. В 1861 году корпус вошёл в состав вооружённых сил единого Королевства Италия.
Королевским указом № 1680 от 31 декабря 1922 года только корпус карабинеров получил полномочия в поддержании общественного порядка и безопасности (прежде другие рода войск также имели такие права).
2 сентября 1943 года сицилийской мафией впервые был убит карабинер — Антонио Манчино.
Распоряжением правительства Итальянской Республики № 297 от 5 октября 2000 года подразделения карабинеров получили статус самостоятельного вида вооружённых сил наряду с сухопутными войсками, военно-воздушными и военно-морскими силами. Их командование находится в подчинении Министерства обороны в военных вопросах и Министерства внутренних дел — в вопросах обеспечения правопорядка. В интересах МВД подразделения карабинеров исполняют следующие административные (полицейские) функции: Внутренних войск, подразделений государственной охраны (охрана президента Республики, охрана членов кабинета министров Республики), подразделений охраны государственных объектов (правительственных резиденций, органов государственной власти), подразделений охраны присутственных судебных мест, подразделений охраны объектов особого назначения (в том числе АЭС). В малых населенных пунктах, в районах сельской местности и в зонах ответственности карабинеров в больших городах и портах (зоны ответственности различных полицейских структур Италии определяются решениями правительства Итальянской Республики по рекомендации Министерства внутренних дел и Министерства юстиции) подразделения карабинеров выполняют функции территориальных отделов и подразделений МВД, включая процессуальные и следственные действия (в составе частей карабинеров имеются отделы и подразделения уголовного розыска, криминалистические и следственные отделы и подразделения), а помимо этого, в составе Корпуса карабинеров имеется Научно-Исследовательский институт Судебно-Медицинской и Криминалистической Экспертизы. Кроме того, военнослужащие Корпуса карабинеров совместно с военнослужащими Финансовой гвардии (La Guardia di Finanza) министерства финансов Италии и сотрудниками Корпуса тюремной полиции (Corpo di polizia penitenziaria) министерства юстиции Италии занимаются охраной присутственных мест судебной системы и несут конвойные функции в судах.
Корпус карабинеров принимал участие во всех военных конфликтах Италии с 1871 года. Несмотря на то, что в наше время карабинеры исполняют в основном функции жандармерии, они, наравне с прочими частями итальянских вооруженных сил, участвуют в миротворческих операциях. В частности, корпус принимал участие в операциях в Косово, Афганистане и Ираке.

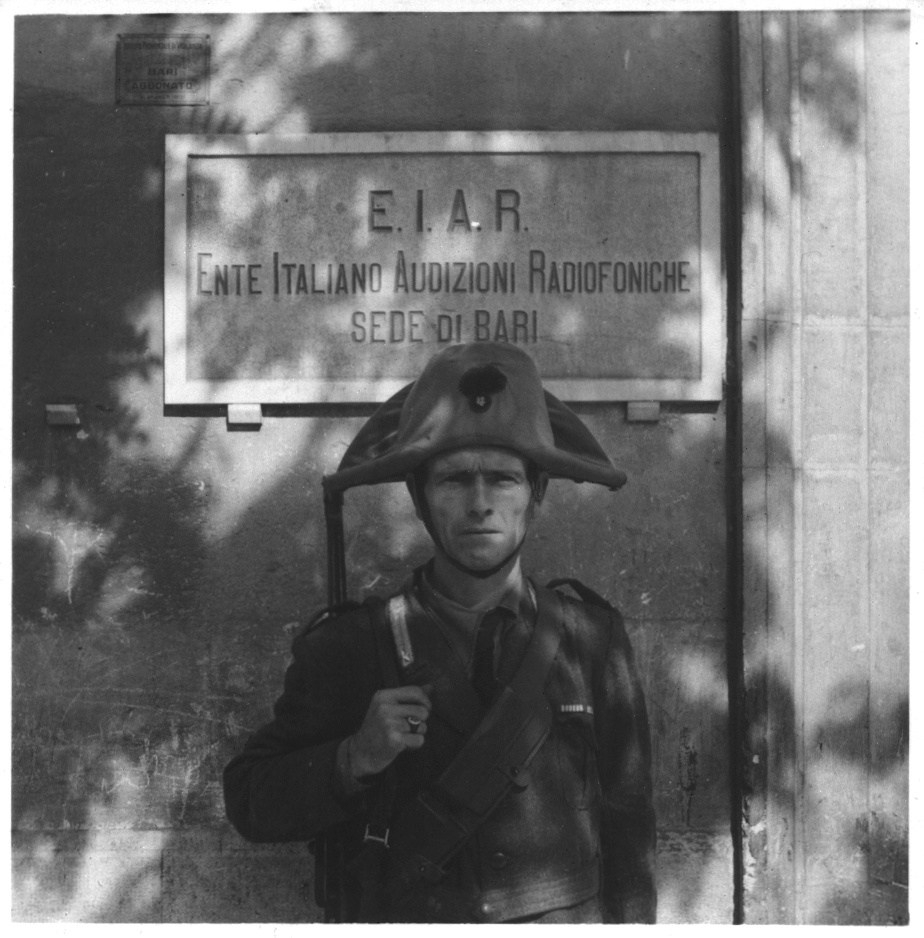
Традиционный головной убор итальянских карабинеров в виде двууголки называется «люцерна», известен ещё с Наполеоновских времен.

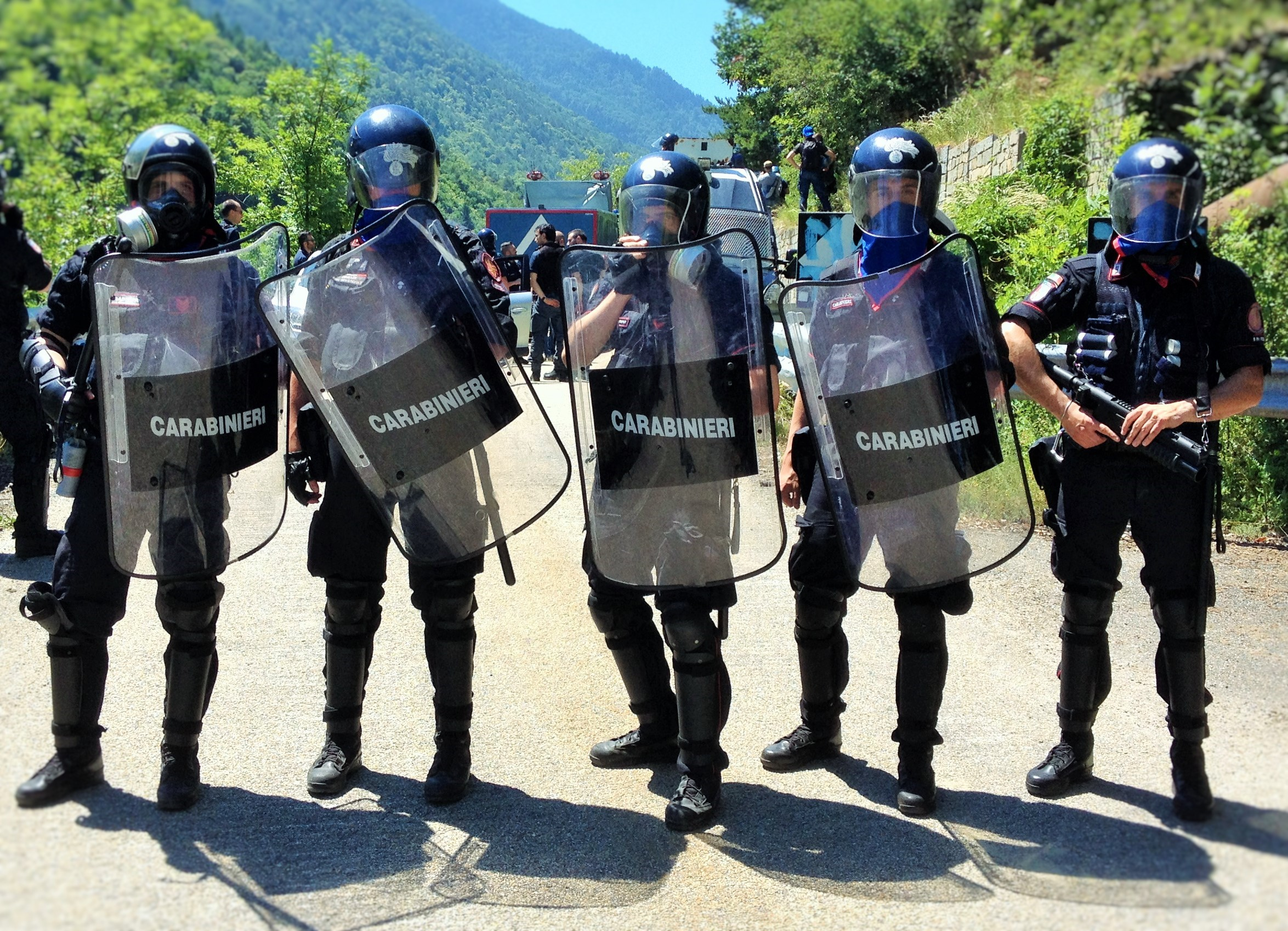
Карабинеры на демонстрации

## Структура
Общее руководство войсками карабинеров осуществляет командующий (воинское звание — корпусной генерал), который является членом высшего совета вооруженных сил.
Организационную структуру возглавляет Генеральное командование карабинеров, которому подчиняются Командование мобильных и специальных подразделений карабинеров «Палидоро» (ему, в свою очередь, подчинены: Дивизия мобильных подразделений карабинеров(Первая мобильная бригада карабинеров и Вторая мобильная бригада карабинеров, включающая Специальную группу вмешательства), Дивизия специальных подразделений (Divisione unità specializzate), Центр совершенствования сил по поддержанию мира, Команда карабинеров Министерства иностранных дел для охраны резиденций МИД и дипломатических представительств Италии за границей, Специальная оперативная группа для борьбы с организованной преступностью), Командование школ карабинеров, Кирасирский полк карабинеров, пять межрегиональных командований (Comando interregionale) а также ряд вспомогательных подразделений:
- Оперативная группа «Калабрия»[итал.], в подчинении которой находится Вертолётная эскадрилья карабинеров-егерей «Калабрия»[итал.]
- Вертолётная эскадрилья карабинеров-егерей «Сардиния»[итал.]
- Кинологическая служба карабинеров[итал.]
- Водолазный центр карабинеров[итал.]
- Военно-морская служба карабинеров[итал.]
- Санитарная служба карабинеров[итал.].

Межрегиональным командованиям подчинены в общей сложности 19 региональных (Comando di legione), тем, в свою очередь, 102 провинциальных (Comando provinciale). В подчинении провинциальных командований находятся 12 командований групп (только в нескольких особо крупных провинциях), 534 командований территориальных отделов или рот (Comando di reparto territoriale o compagnia), 4589 участков.

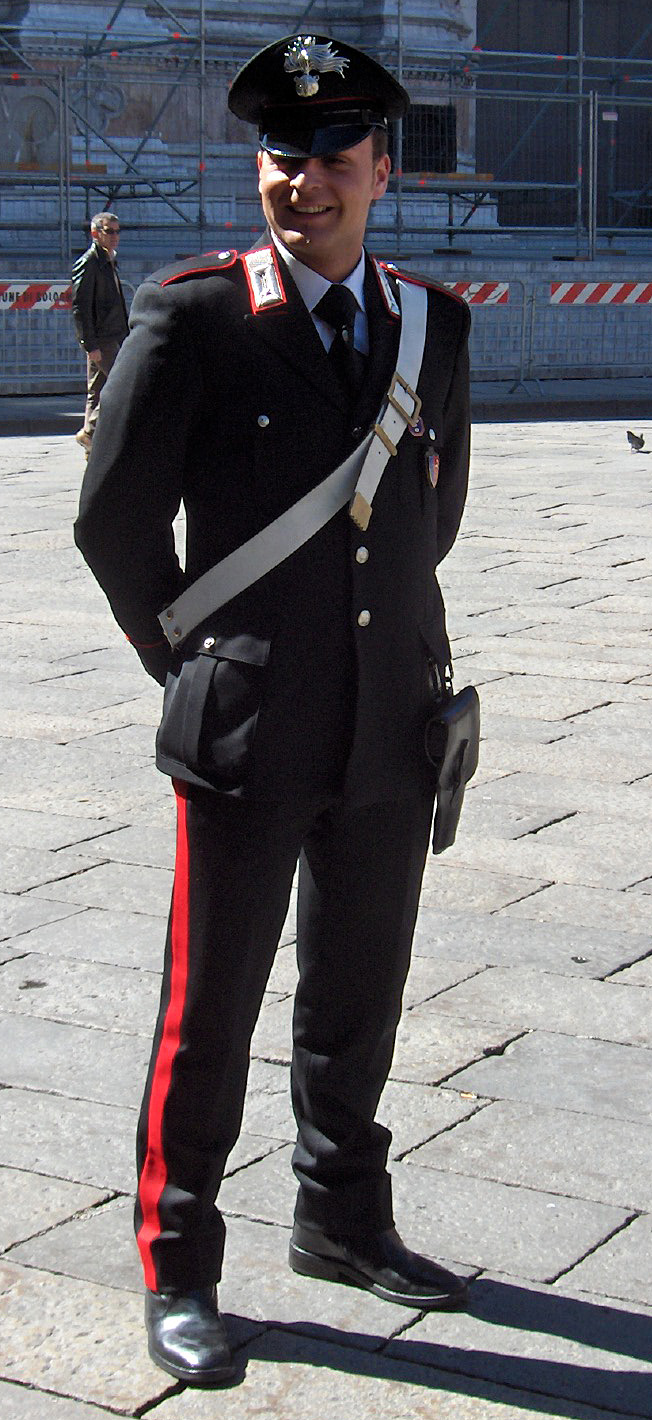
Карабинер в Болонье

## Техника
| Модель              | Производство   | Фото | Примечания |
| ------------------- | -------------- | ---- | --- |
| Lotus Evora         | Великобритания |      | Патрульный автомобиль для контроля за движением на автострадах                                                                               |
| Alfa Romeo 159      | Италия         |      | Служебный автомобиль Оперативного радиомобильного подразделения                                                                              |
| Land Rover Defender | Великобритания |      | Транспортное средство подразделения по борьбе с беспорядками Центра совершенствования сил по поддержанию мира (CoESPU)                       |
| RG-12               | ЮАР            |      | На дежурстве в районе Большого цирка в Риме во время празднования Дня вооружённых сил 4-7 ноября 2010 года                                   |
| Bell 412            | Италия         |      | Вертолёт AB-412HP аэромобильной группы, конструкция американской компании Bell Helicopter Textron, лицензионное производство AgustaWestland. |

## Знаки различия

### Генералы
| Категории        | Генералы                                                       | Генералы                                                            | Генералы                                                               | Генералы                   | Генералы                                               | Генералы              | Генералы                                 | Генералы                                             | Генералы            | Генералы |
| ---------------- | -------------------------------------------------------------- | ------------------------------------------------------------------- | ---------------------------------------------------------------------- | -------------------------- | ------------------------------------------------------ | --------------------- | ---------------------------------------- | ---------------------------------------------------- | ------------------- | -------- |
| Код НАТО         | OF-9                                                           | OF-8                                                                | OF-8                                                                   | OF-8                       | OF-7                                                   | OF-7                  | OF-7                                     | OF-6                                                 | OF-6                |          |
| Погон            |                                                                |                                                                     |                                                                        |                            |                                                        |                       |                                          |                                                      |                     |          |
| Звание/Должность | Generale di corpo d’armata Comandante generale dei carabinieri | Generale di corpo d’armata Vice comandante generale dei carabinieri | Generale di corpo d’armata Ex vice comandante generale dei carabinieri | Generale di corpo d’armata | Generale di Divisione con incarichi al grado superiore | Generale di Divisione | Generale di Divisione a titolo onorifico | Generale di Brigata con incarichi al grado superiore | Generale di brigata |          |
| Звание/Должность | Корпусный генерал Командующий Корпусом                         | Корпусный генерал Замкомандующего                                   | Корпусный генерал Замкомандующего в отставке                           | Корпусный генерал          | Дивизионный генерал (на корпусной должности)           | Дивизионный генерал   | Дивизионный генерал почётное звание      | Бригадный генерал (на дивизионной должности)         | Бригадный генерал   |          |

### Офицеры
| Категории        | Старшие офицеры                             | Старшие офицеры                     | Старшие офицеры | Старшие офицеры                                         | Старшие офицеры                                     | Старшие офицеры                             | Старшие офицеры    | Старшие офицеры                           | Старшие офицеры                   | Старшие офицеры |
| ---------------- | ------------------------------------------- | ----------------------------------- | --------------- | ------------------------------------------------------- | --------------------------------------------------- | ------------------------------------------- | ------------------ | ----------------------------------------- | --------------------------------- | --------------- |
| Код НАТО         | OF-5                                        | OF-5                                | OF-5            | OF-5                                                    | OF-4                                                | OF-4                                        | OF-4               | OF-3                                      | OF-3                              | OF-3            |
| Погон            |                                             |                                     |                 |                                                         |                                                     |                                             |                    |                                           |                                   |                 |
| Звание/Должность | Colonnello con incarichi al grado superiore | Colonnello con incarichi di comando | Colonnello      | Colonnello a titolo onorifico                           | Tenente colonnello con incarichi al grado superiore | Tenente colonnello con incarichi di comando | Tenente colonnello | Maggiore con incarichi al grado superiore | Maggiore con incarichi di comando | Maggiore        |
| Звание/Должность | Полковник (на генеральской должности)       | Полковник (строевой)                | Полковник       | Полковник почётное звание                               | Подполковник (на полковничьей должности)            | Подполковник (строевой)                     | Подполковник       | Майор (на подполковничьей должности)      | Майор (строевой)                  | Майор           |
| Категории        | Офицеры                                     | Офицеры                             | Офицеры         | Младшие офицеры                                         | Младшие офицеры                                     | Младшие офицеры                             |                    |                                           |                                   |                 |
| Код НАТО         | OF-2                                        | OF-2                                | OF-2            | OF-1                                                    | OF-1                                                | OF-1                                        |                    |                                           |                                   |                 |
| Погон            |                                             |                                     |                 |                                                         |                                                     |                                             |                    |                                           |                                   |                 |
| Звание/Должность | Capitano con incarichi al grado superiore   | Primo capitano                      | Capitano        | Tenente comandante titolare di compagnia o di squadrone | Tenente                                             | Sottotenente                                |                    |                                           |                                   |                 |
| Звание/Должность | Капитан (на майорской должности)            | Старший капитан                     | Капитан         | Лейтенант (ротный)                                      | Лейтенант                                           | Младший лейтенант                           |                    |                                           |                                   |                 |